# Adrian Kurek
Adrian Kurek (29 de marzo de 1988) es un ciclista polaco que fue profesional entre 2012 y 2021.

## Palmarés
2011 (como amateur)
- 1 etapa del Tour de Gironde

2014
- 1 etapa del Tour de Estonia

2015
- 1 etapa del Podlasie Tour
- 1 etapa del Tour de Malopolska

2017
- Campeonato de Polonia en Ruta

2020
- 1 etapa del Tour de Szeklerland

## Equipos
- Utensilnord (2012)
- CCC (2013-2018)
  - CCC Polsat Polkowice (2013-2014)
  - CCC Sprandi Polkowice (2015-2018)
- Hurom/Mazowsze Serce (2019-2021)
  - Team Hurom[2] (2019)
  - Mazowsze Serce Polski[3] (2020)
  - HRE Mazowsze Serce Polski (2021)